# Guslar
Guslar (bulgariska: Гуслар) är ett distrikt i Bulgarien.   Det ligger i kommunen obsjtina Tervel och regionen Dobritj, i den nordöstra delen av landet, 400 km öster om huvudstaden Sofia.
Trakten runt Guslar består till största delen av jordbruksmark. Runt Guslar är det ganska glesbefolkat, med 36 invånare per kvadratkilometer.